# Salvia mellifera
Espèce
Salvia mellifera est une espèce de plantes à fleurs de la famille des Lamiaceae, originaire de Californie, dans le sud-ouest des États-Unis. Appelée aussi sauge noire, elle forme un buisson d'une hauteur de 1 à 2 mètres très odoriférant. Salvia mellifera pousse dans des environnements de type méditerranéens (chaparral) et résiste bien à la sécheresse. Sa rusticité est peu élevée (-5 °C).

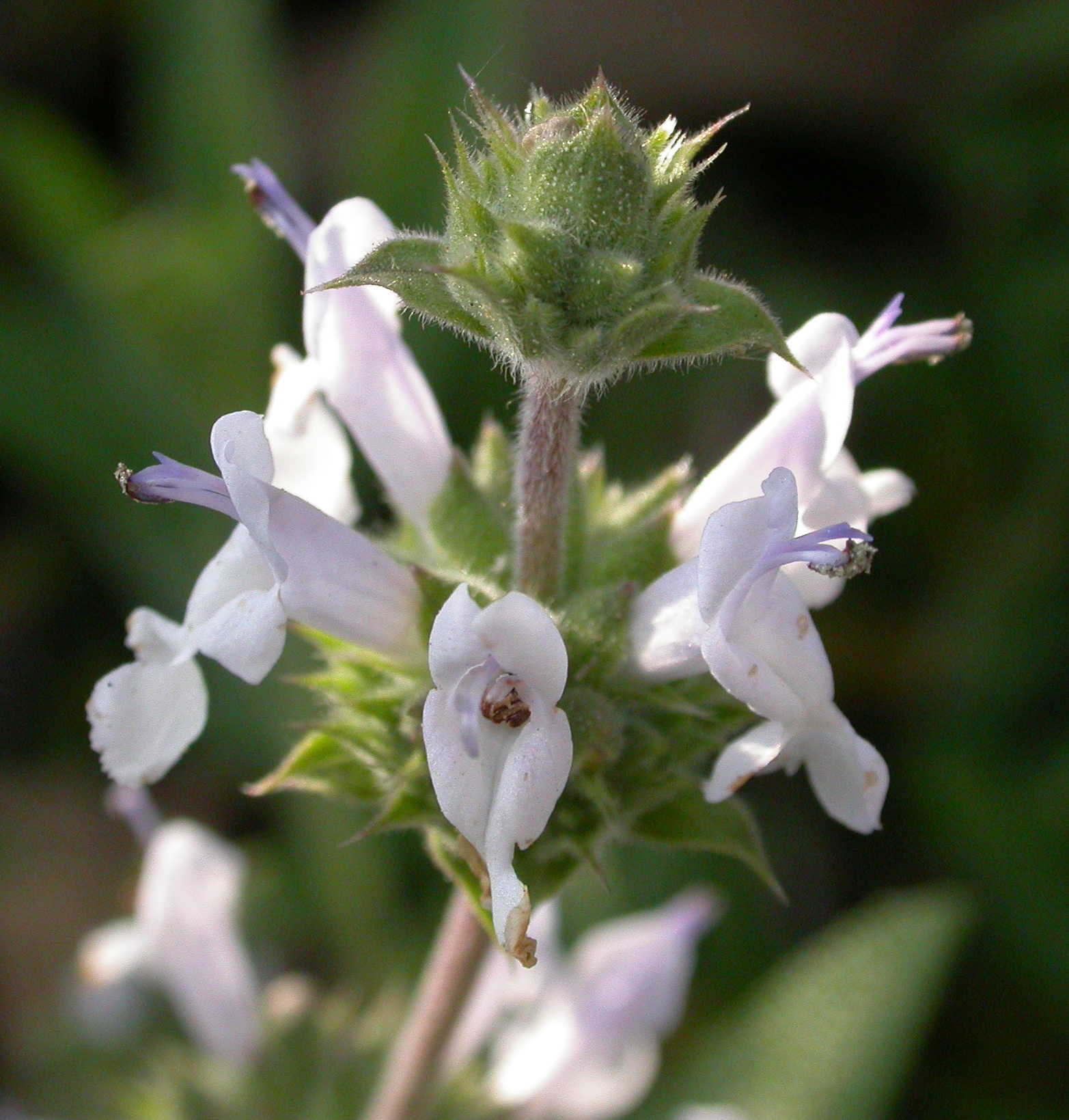
Détail des fleurs de Salvia mellifera.